# 渡辺博貴
渡辺 博貴（わたなべ ひろき、1973年3月11日 - ）は、日本の元俳優。本名は同じ。
東京都出身。アディックエージェンシーに所属していた。特技は、剣道、スケート。兄がいる。1993年後半より黒樹 洋名義で活動していた。

## 出演作品

### テレビドラマ
- 東映不思議コメディーシリーズ(CX)
  - おもいっきり探偵団 覇悪怒組 (1987年)  - 主演・黒樹洋
  - 魔隣組対覇悪怒組 (1989年) -  黒樹洋
  - 魔法少女ちゅうかないぱねま! (1989年)  - ユーフラテス
  - 美少女仮面ポワトリン  第43話「愛しの義経さま」(1990年) -  源義経
  - 不思議少女ナイルなトトメス 第47話「神々のオリンピック」 (1991年) - 北川
  - 有言実行三姉妹シュシュトリアン 第7話「誰かがあなたを愛してる」(1993年) - ハイリンヒ王子
- 大河ドラマ(NHK)
  - 春日局 (1989年) - 稲葉正成(少年期)
  - 太平記 (1991年) - 後村上天皇
  - 炎立つ (1993年) - 北条義時
- 花のあすか組! 第10話「ミコの恋 パンツでデート」(1988年、CX) - 立花ミツオ
- 十九歳 (1989年、NHK)
- ナオコ、さんまの結婚式ララバイ (1989年、ABC)
- 過ぎし日のセレナーデ (1989年、CX)
- ドラマ特別企画 / 管理職降格(1990年、ANB)
- はぐれ刑事純情派（ANB）
  - 第4シリーズ 第14話「過労死の悲劇・安浦刑事も疲れ気味？」(1991年)
  - 第5シリーズ 第15話「蝶の型の耳飾り・旅券を奪われた女」(1992年)
  - 第6シリーズ 第12話「自転車泥棒の女・衝動殺人」(1993年)
  - スペシャル 殺意の富士山麓 (1995年）
- 鉄窓の中の女友達 (1991年、YTV)
- さすらい刑事旅情編IV (1991年)
- 映画みたいな恋したい / 星の王子様 (1992年、TX)

### 映画
- 妖女伝説'88 (1988年、にっかつ)

### オリジナルビデオ
- 大予言/復活の巨神(1992年、東映) - 津島清孝